# Disparago
Disparago Gaertn. – rodzaj roślin z rodziny astrowatych (Asteraceae). Obejmuje 4 gatunki, występujące naturalnie w Afryce Południowej.

## Systematyka
Pozycja według APweb (aktualizowany system APG III z 2009)
Jeden z rodzajów plemienia Gnaphalieae z podrodziny Asteroideae w obrębie rodziny astrowatych (Asteraceae) z rzędu astrowców (Asterales) należącego do dwuliściennych właściwych.
Wykaz gatunków
- Disparago anomala Schltr. ex Levyns
- Disparago ericoides (P.J.Bergius) Gaertn.
- Disparago kraussii Sch.Bip.
- Disparago laxifolia DC.